# Arhopala brooksiana
Arhopala brooksiana är en fjärilsart som beskrevs av Corbet 1941. Arhopala brooksiana ingår i släktet Arhopala och familjen juvelvingar. Inga underarter finns listade i Catalogue of Life.